# Szybka Kolej Miejska w Warszawie
Szybka Kolej Miejska w Warszawie (Ned.: Snelle stadstreinen in Warschau) is een systeem van voorstadstreinen in de Poolse hoofdstad Warschau. Het systeem is te vergelijken met S-Bahn-systemen die in Duitsland veel in gebruik zijn. Dit netwerk verbindt het centrum van Warschau met haar buitenwijken en enkele satellietsteden. Op bepaalde punten bestaat er een makkelijke overstap naar de metro van Warschau, op deze manier vormen de beide netwerken de ruggengraat van het openbaar vervoer van de stad.

## Geschiedenis
Het systeem zoals vandaag in dienst werd voor het eerst voorgesteld in 2002, met als bedoeling om de reeds bestaande spoorweginfrastructuur van Warschau - met name de spoorwegtunnel van twee kilometer door het stadscentrum - intensiever te gebruiken, deels als goedkope vervanger voor de dringend nodige tweede metrolijn.
Om dit te kunnen verwezenlijken stichtte de toenmalige burgemeester van Warschau Lech Kaczyński in 2004 het bedrijf Szybka Kolej Miejska Sp. z o.o., in bezit van de gemeente. Het bedrijf was in eerste instantie een samenwerking tussen de stad Warschau (50% aandeelhouder), het metrobedrijf Metro Warszawskie Sp. z o.o. (49% aandeel) en het trambedrijf Tramwaje Warszawskie Sp. z. o.o. (1% aandeel), waarbij de laatste twee bedrijven volledig in bezit van de stad zijn. Op deze manier was het nieuw opgerichte spoorwegbedrijf volledig onafhankelijk van het nationale Poolse spoorwegbedrijf  PKP. Dit in tegenstelling tot Koleje Mazowieckie, het spoorwegbedrijf voor regionale treinen in het woiwodschap Mazovië, welke rond dezelfde tijd werd opgericht. 
Het nieuwe bedrijf was slechts uitgerust met zes Newag 14WE treinstellen, die uitvoerig zijn herbouwd uit treinen van het type PKP EN57. Ze kregen een modern exterieur maar behielden de oude mechanische onderdelen.
Anderhalf jaar na de oprichting van het bedrijf begon de SKM met haar eerste treindienst, van Warszawa Zachodnia via de lijn door het stadscentrum naar Warszawa Wschodnia. Vanwege de slechte staat van de infrastructuur bracht de lijn niet het beloofde succes en bood ook geen goed alternatief voor de metro. Passagiers die binnen de stad reisden gaven de voorkeur aan de tram en vooral in de zuidoostelijke wijken van de stad wilden slechts weinig passagiers gebruik maken van de nieuwe dienst. Daarnaast waren veel paden op de sporen in de spits bezet door regionale treinen. Ten slotte kampten de treinen met dezelfde technische problemen als de treinen waaruit ze gebouwd zijn.
Door deze slechte start is het concept ervan in 2006 veranderd, met verlengingen van de lijn naar de stad Pruszków in het westen en naar Sulejówek in het oosten. Hiermee was de lijn niet meer een stedelijke treindienst, maar bood het een verbinding met voorsteden van Warschau, waarbij mensen die vanuit deze plaatsen reisden makkelijk konden overstappen op het stedelijke openbaar vervoer. Deze formule bleek succesvol te zijn, wat ertoe leidde dat de stad overging op aankoop van nog twee treinen van het type 14WE. 
In 2010 kocht de SKM vier gloednieuwe treinstellen van het type Newag 19WE en opende een nieuwe lijn naar de plaats Otwock. Daarbij tekende de transportautoriteit van Warschau een contract met spoorwegbedrijf Koleje Mazowieckie om een dienst te mogen beginnen tussen Warszawa Gdańska en Legionowo onder het merk van de SKM, met ingang van 2012.
In 2011 werden er nog eens 13 nieuwe treinen gekocht van het type PESA 'ELF' 27WE. In 2012 opende een nieuwe verbinding door het zakendistrict Służewiec en een nieuw geopende spoorwegtunnel naar de luchthaven van Warschau

## Lijnen
| lijn | Traject                                                       | Stations | Opmerkingen                                              |
| ---- | ------------------------------------------------------------- | -------- | -------------------------------------------------------- |
| S1   | Otwock - Józefów - Warszawa - Piastów - Pruszków              | 22       |                                                          |
| S2   | Sulejówek-Miłosna - Warszawa - Warszawa Lotnisko Chopina      | 16       |                                                          |
| S3   | (Wiliszew -) Legionowo - Warszawa - Warszawa Lotnisko Chopina | 17       | Rijdt alleen in het weekend tussen Legionowo en Wiliszew |
| S9   | Wiliszew - Legionowo - Warszawa Zachodnia                     | 14       | Rijdt alleen doordeweeks                                 |

## Rollend materieel
| Afbeelding | Type            | Aantal | Beschrijving |
| ---------- | --------------- | ------ | --- |
|            | Newag 14WE      | 6      | In dienst sinds 2005. De eerste zes treinstellen werden gekocht bij het oprichten van het bedrijf. Ze zijn herbouwd uit het type PKP EN57 en zijn uitvoerig gemoderniseerd om ze een modernere uitstraling te geven, en om ze geschikt te maken voor het vervoeren van grote aantallen passagiers op kortere routes in het metropoolgebied Warschau. Twee van de acht oorspronkelijk bestelde treinstellen zijn verkocht aan Koleje Śląskie. |
|            | Newag 19WE      | 4      | In dienst sinds 2010. Nieuwe treinstellen speciaal voor de SKM ontworpen |
|            | PESA 'ELF' 27WE | 13     | In dienst sinds 2011. Versie van de Pesa ELF speciaal aangepast voor de SKM |
|            | Newag 35WE      | 6      | In dienst sinds 2012 |